# Symeon Salos
Symeon Salos (deutsch: „Symeon der Narr“) von Emesa (* um 510 oder 530; † an einem 21. Juli Ende des 6. Jahrhunderts in Emesa) war ein christlicher Mönch und Eremit im 6. Jahrhundert, der vor allem durch ein Werk des Leontius von Neapolis bekannt ist. Er wird als Heiliger verehrt, sein Gedenktag in der katholischen Kirche ist der 21. Juni. Seine Lebensweise ist mit den Worten „Narr um Christi willen“ umschrieben worden.
Die Legende um Symeon Salos wurde besonders in Russland schnell bekannt und prägte die dortige Kultur der Askese unter den frommen Gläubigen, besonders den Typ des Jurodiwy. Obwohl seine Lebensweise häufig aneckte, wurde sie Jahre später von Andreas von Konstantinopel weitergeführt, auch wenn nicht bekannt ist, ob dieser überhaupt Kenntnisse über Symeon besaß.

## Leben und Wirken
Symeon wurde in Edessa geboren und stammte aus einer wohlhabenden wie gebildeten Familie. Auf einer Wallfahrt nach Jerusalem lernte er am Fest der Kreuzerhöhung einen gewissen Johannes kennen und freundete sich mit ihm an. Gemeinsam beschlossen sie, ihre Reisegesellschaft zu verlassen und nicht zu ihren Familien zurückzukehren. Stattdessen wollten sie in ein Kloster eintreten, das dem Heiligen Gerasimos gewidmet war und dessen Abt Nikon sie in diesem Beschluss bestärkte. Nach einem großen Bekehrungserlebnis im Traum wandten sie sich aber auch von dieser Lebensform ab und verließen das Kloster wieder, um in der Einsamkeit zu leben. Daraufhin verbrachten sie mehr als 30 Jahre als Anachoreten in der Wüste jenseits des Jordans, nämlich in der Schlucht des Flusses Arnon. Dort soll ihnen der Teufel erschienen sein und sie durch den Gedanken an ihre Verwandten (Johannes’ Ehefrau, Symeons Mutter) versucht haben, der Abt Nikon habe sie jedoch durch Träume und mit Gebeten getröstet. Schließlich seien beide zu vollkommenen Asketen geworden und besonders Symeon habe beinahe übermenschliche Fähigkeiten gezeigt.
Nach einigen Jahrzehnten verließ Symeon die Wüste wieder und wählte die Lebensform eines „Narren um Christi willen“, während Johannes aus Angst vor der List des Teufels in der Einsamkeit blieb. Nach einem neuerlichen dreitägigen Aufenthalt in Jerusalem zog Symeon währenddessen nach Emesa und begann dort seine neue selbstgewählte Lebensweise zu praktizieren: Er soll die meiste Zeit nackt gewesen sein, manchmal in Lumpen gehüllt, habe sich aber durchaus auch angemessen kleiden können, wenn es nötig war. Durch seine „Narrenfreiheit“ erlangte er, ohne Verantwortung tragen zu müssen, Zugang zu Reichen und anderen Verstoßenen. Seine Vorgehensweise war reine Provokation, für die er häufig Demütigungen und Strafen erdulden musste, mit der er jedoch den Menschen zur Erkenntnis der Wahrheit half und das Evangelium verkündete. Verschiedene Wunder sind ebenfalls von ihm überliefert.
Symeon starb in seiner kleinen Hütte und wurde ohne jeden Aufwand begraben. Erst nach seinem Tod wurden seine Identität, sein früheres Leben und das Ausmaß seiner Heiligkeit bekannt. Daraufhin soll die Bevölkerung sein Grab wieder geöffnet, seinen Leichnam aber nicht mehr vorgefunden haben, da dieser schon zu Gott entrückt worden war.

## Hintergrund seines Verhaltens
Das kuriose Verhalten des Symeon kann Jan Hofstra zufolge als „Maske des gescheiterten Mönchs“ gelten: Mit seinem Verhalten habe er dem sozialen Druck entfliehen wollen. Die Belastungen eines Mönchs/heiligen Mannes, besonders wenn er ohne Leitung lebte, führten oft zu psychischen Belastungen. Daher konnte auch Symeon vortäuschen, dass der soziale Druck ihm zu groß wurde und ihn verrückt werden ließ. So erlangte er seine charakteristische Stellung in der Gesellschaft und konnte der Verantwortung der sozialen Macht und der religiösen Muster entfliehen. Obwohl er zu Lebzeiten nicht als Heiliger angesehen wurde, schaffte er es, den Ansprüchen Gottes gerecht zu werden und Menschen zum christlichen Glauben zu bekehren. Seine zentralen Motive waren also einerseits der Drang, anderen zu helfen und sie zu erretten, und andererseits gleichzeitig der Wunsch, seinen Erfolg und seine religiöse „Beispielhaftigkeit“ zu verstecken.
Oftmals handelte es sich bei seinem Verhalten um eine bewusste Auseinandersetzung und Interpretation des Lebens und der Taten Jesu Christi. So finden sich neben zahlreichen Parallelen auch einige deutliche, aber beabsichtigte Differenzen. Gleichzeitig verweist die Lebensbeschreibung Symeons durch Leontius von Neapolis auch auf Diogenes von Sinope und das Verhalten der Kyniker, das sich mit den moralischen Ansichten der spätantiken Asketen in zentralen Punkten deckte.

## Typisches Verhalten Symeons

### Hab und Gut
Symeon Salos wohnte in einer Hütte, die lediglich mit einem Reisigbündel bestückt war. Er bettelte von Tür zu Tür bei reichen Persönlichkeiten und trug dabei nur einen alten Mantel. Unter anderem versuchte er Prostituierte von ihrem Beruf abzubringen, indem er ihnen eine bestimmte Summe Geld, das er von Gott vermittelt bekommen hatte, für ihre Treue anbot. Insgesamt ist Symeon nicht für die Anziehungskraft von Geld und Reichtum empfänglich, und ebenso wenig für erotische Reize.

### Speisen, Schlaf, Hitze und Kälte
In seiner Zeit in der Wüste hatte Symeon freiwillig gefastet. Nach seiner Ankunft in Emesa fastete er nicht mehr durchgängig, erhielt aber über einen längeren Zeitraum – bis zu einer Woche – nichts zu essen. Während der Fastenzeit hielt er aber die Fastenbestimmungen ein. Insgesamt spielte Symeon eine Doppelrolle. Zum einen setzte er sein Fasten auch nach der Zeit in der Wüste fort, zum anderen zeigte er sich in der Öffentlichkeit als „Fresser“. Denn wenn er Nahrung zu sich nahm, tat er dies stets in der Menschenmenge und aß fast ausschließlich Fleisch.

### Ungehemmte Freizügigkeit
Symeon Salos zeigte keine Scham, denn er entblößte sich in der Öffentlichkeit und betrat sogar nackt ein Frauenbad, woraufhin er unter Prügeln daraus vertrieben wurde. Auch seine Notdurft verrichtete er auf offener Straße. Auf Anschuldigungen verschiedener Frauen über angebliche Vergewaltigungen und eine daraus resultierende Schwangerschaft reagierte er nicht mit Empörung oder Verteidigungen, sondern ließ diese Unterstellungen ungeklärt im Raum stehen. Öffentlich stellte er seine ungehemmte Leidenschaft zur Schau, wohingegen ihm sexuelle Begierde völlig fremd war.

## Die Vita Symeonis Sali des Leontios von Neapolis
Die zentrale Quelle für das Leben des Symeon ist eine Hagiographie des Leontius von Neapolis, die mit zahlreichen farbigen Berichten und Doxologien ausgeschmückt ist. Ihr Autor gibt als Quelle seiner Informationen einen Diakon namens Johannes an, den Symeon in Emesa kennengelernt habe und dem er sich als einzigem wahrheitsgemäß anvertraut habe. In Wirklichkeit war für einen solchen Augenzeugen der zeitliche Abstand zwischen Symeon und Leontius zu groß; vermutlich nutzte dieser unter anderem das Werk des Euagrios Scholastikos als eine Grundlage seines Textes.
Der erste Druck erfolgte 1558 in Rom in einer lateinischen Übersetzung durch Guglielmo Sirleto; die Editio princeps des griechischen Textes wurde 1719 in Antwerpen durch den Bollandisten Johannes Pinius in den Acta Sanctorum herausgegeben. Ein Nachdruck dieser Fassung erfolgte 1865 in der Patrologia Graeca von Jacques Paul Migne. Eine erste historisch-kritische Edition des griechischen Textes mit einer eingehenden textkritischen Analyse der Handschriften publizierte Lennart Rydén:
- Lennart Rydén: Das Leben des heiligen Narren Symeon von Leontios von Neapolis (= Acta Universitatis Upsaliensis. Studia Graeca Upsaliensia. Band 4). Almqvist & Wiksell, Uppsala 1963 (zugleich Dissertation, Humanistische Fakultät, Universität Uppsala 1963).

Ebenfalls von Rydén stammt ein umfangreicher Kommentar zur Vita Symeonis Sali:
- Lennart Rydén: Bemerkungen zum Leben des Heiligen Narren Symeon von Leontios von Neapolis (= Acta Universitatis Upsaliensis. Studia Graeca Upsaliensia. Band 6). Almqvist & Wiksell, Uppsala 1970.

Eine geringfügig überarbeitete kritische Edition gab Lennart Rydén zusammen mit einer französischen Übersetzung und einem weiteren Kommentar von André-Jean Festugière 1974 heraus:
- Léontios de Néapolis: Vie de Syméon le Fou et Vie de Jean de Chypre. Hrsg. von André-Jean Festugière in Zusammenarbeit mit Lennart Rydén (= Institut Français d'Archéologie de Beyrouth. Bibliothèque archéologique et historique. Band 95). Librairie Orientaliste Paul Geuthner, Paris 1974, S. V–253.

Eine englische Übersetzung der Heiligenbiographie enthält die Studie Derek Kruegers:
- Derek Krueger: Symeon the Holy Fool. Leontius's Life and the Late Antique City. University of California Press, Berkeley/Los Angeles/London 1996, ISBN 0-520-08911-1, S. 131–171.

Von der Vita des Leontios von Neapolis wurde eine sehr freie syrische Übersetzung angefertigt, einige Informationen wurden in das armenische Synaxarion aufgenommen.